# Gmach Krajowej Kasy Oszczędności w Warszawie
Gmach Krajowej Kasy Oszczędności (zwany również Kasą Pożyczkową Przemysłowców Warszawskich) – budynek wzniesiony w śródmieściu Warszawy w latach 1890–1901 na rogu ulic Złotej i Zgoda.
W 1906 w budynku miał miejsce napad na bank, który zakończył się strzelaniną oraz ofiarami śmiertelnymi. W latach międzywojnia na budynku znajdował się neon z napisem Polacy, bogaćcie się. W trakcie II wojny światowej budynek został uszkodzony. Po odnowieniu został zaadaptowany na biura.